# De Kalb (Teksas)
De Kalb je grad u američkoj saveznoj državi Teksas. Prema popisu stanovništva iz 2010. u njemu je živjelo 1.699 stanovnika.